# فوتبال در ترکمنستان
فوتبال پرطرفدارترین ورزش در ترکمنستان است؛ کشوری که در سال ۱۹۹۱ اسقلال یافت.